# تكنة الشمارخ (ثكنة)
تكنة الشمارخ هي إحدى مشيخات المملكة المغربية، تتبع جغرافيا لإقليم سيدي قاسم وإداريًا لثكنة. يقدر عدد سكانها بـ 2745 نسمة حسب الإحصاء الرسمي للسكان والسكنى لسنة 2004.